# Buldón
Buldón 	es un municipio filipino de cuarta categoría, situado al sur de la isla de Mindanao. Forma parte de  la provincia de Maguindánao situada en la Región Autónoma del Mindanao Musulmán también denominada RAMM. 
Para las elecciones está encuadrado en el Primer Distrito Electoral de esta provincia.

## Geografía
Municipio situado al norte de la ciudad de Cotabato,  limita al norte con la provincia de Lanao del Sur; al este con la provincia de Cotabato; y al oeste con el municipio de Barira.

### Barrios
El municipio  de Buldón se divide, a los efectos administrativos, en 15 barangayes o barrios, conforme a la siguiente relación:
| - Ampuán - Aratuc - Cabayuán - Calaán (Población) | - Karim - Dinganén - Gallego Edcor - Kulimpang | - Mataya - Minabay - Nuyo - Oring | - Pantaguán - Piers - Rumidas |  |

## Historia

### Influencia española
Este territorio fue parte de la Capitanía General de Filipinas (1520-1898). Hacia 1696 el capitán Rodríguez de Figueroa obtiene del gobierno español el derecho exclusivo de colonizar Mindanao. El 1 de febrero de este año parte de Iloilo alcanzando la desembocadura del Río Grande de Mindanao, en lo que hoy se conoce como la ciudad de Cotabato.

### Ocupación estadounidense
En 1903, al comienzo de la ocupación estadounidense de Filipinas Cotabato forma parte de la nueva provincia del Moro. En septiembre de 1914 se crea el Departamento de Mindanao y Sulú, una de sus provincias es Provincia de Cotabato y Buldun es uno de sus distritos municipales.

### Independencia
El 18 de agosto de 1947 el distrito municipal de  Parang, pasa a convertirse en municipio.
El 18 de junio de 1961 los barrios de Nabalawag, Buldón, Barira, Mataya, Kabayuan, Marang, Bualan, Gallego Edcor Farm, Lipawan, Gadung, Lipa y Liong, así como los  sitios de Dinganen, Ramang, Igabay, Tambac, Kumaguinking, Kulempang, Pantawan, Bagoinged, Busiagan, Lawingis, Taluban, Sapad, Garigayan, Badiongan, Pier (Perez), Ramidas, Pinasanka, Madalem, Kabilangan y Talaya, hasta entonces perteneciente al municipio de  Parang, pasan a integrar el nuevo municipio de  Buldón, cuyo ayuntamiento se sitúa en el barrio de  Nabalawag.
El 25 de octubre de 1967, a los efectos de establecimiento de distritos electorales, el registro de votantes y para otros fines electorales, la Comisión resuelve que de conformidad con el RA 4790, el nuevo municipio de Dianaton estará formado por los barrios de Kapatagan, Bongabong, Aipang, Dagowan, Bakikis, Bungabung , Losain, Matimos y Magolatung procedentes de  Balabagan; los barrios de Togaig y Madalum procedentes de Buldon en la provincia de Cotabato; los barrios de Bayanga, Langkong, Sarakan, Kat-bo, Digakapan, Magabo, Tabangao, Tiongko, Colodan y Kabamakawan, procedentes de Parang, también de Cotabato.
El 29 de agosto de 1977. Los barrios de  Barira, la parte occidental de Nabalawag, la parte occidental de  Tugaig, Liong, Lipaguán, Bualan, Gadung, Lipa, Marang y Ruminimbang, todos hasta ahora pertenecientes al municipio de Buldón, quedan separado del mismo para constituir le nueva municipalidad de Barira con ayuntamiento en el  sitio de Pedtad del barrio de Lipaguán.
Formó parte de la frustrada provincia de Jerife Kabunsuan que estuvo formada por 11 municipios agrupados en dos distritos:  Barira formaba parte del primero.
La provincia fue creada en 2006  y disuelta,  por sentencia del Tribunal Supremo de Filipinas, en 2008.